# Яковлев Олександр Вікторович
Яковлев Олександр Вікторович — кандидат історичних наук (2011), доктор культурології (2016), професор (2021) . З 2019 року обіймає посаду ректора Київської муніципальної академії естрадного та циркового мистецтв.
29 вересня 2016 року захистив дисертацію за спеціальністю «Теорія та історія культури» та здобув наукову ступінь доктора культурології.
Бере участь у роботі двох спеціалізованих вчених рад — в Національній академії керівних кадрів культури і мистецтв та Національній музичній академії України імені П. І. Чайковського.
Член редакційних колегій 2-х наукових видань, головний редактор журналу Київської муніципальної академії естрадного та циркового мистецтв «АРТ-платФОРМА»

## Конференції
Брав участь у 21 конференціях, у тому числі:
- «Музеї та реставрація у контексті збереження культурної спадщини: актуальні виклики сучасності»[9]. Київ, 2018
- Всеукраїнська науково-практична конференція «Україна. Європа. Світ. Історія та імена в культурно-мистецьких рефлексіях». Київ, 2017. Інтерпретація як інструмент культурологічного дискурсу". Київ, 2016. За результатами конференції опубліковані тези на тему: «Синергетика культурних ідентичностей України» (сертифікат).[джерело?]
- Міжнародна науково-практична конференція «Мистецтво у нелінійному просторі». Тернопіль, 2018. За результатами конференції опубліковані тези на тему: «Соціокультурне проектування мистецтва в інформаційну добу» (сертифікат).[джерело?]
- Всеукраїнська науково-теоретична конференція «Наукова атрибуція творів мистецтва, експертиза та оцінка культурних цінностей». Київ, 2019. За результатами конференції опубліковані тези на тему: «Мистецтво в системі мережевих комунікацій». Міжнародна науково-творча конференція «Трансформація мистецької освіти та культури України ХХІ століття». Одеса, 2019. За результатами конференції опубліковані тези на тему: «Синергетична парадигма сучасної мистецької освіти» (сертифікат).[джерело?]

## Наукові роботи
- Дисертація на здобуття наукового ступеня доктора культурології 2016[10]
- Наукова стаття «Семіотика в дослідженні культурного ландшафту України»
- Наукова стаття «Національна парадигма культури в умовах глобалізації інформаційного простору …»
- Яковлев О. В. Зміст соціокультурного проектування в інформаційну добу: досвід Національної академії керівних кадрів культури і мистецтв  // Культура України. Серія: Культурологія: збірник наукових праць. Харків: ХДАК, 2016. Випуск 52. С. 201—212.
- Яковлев О. В. Синергетична парадигма саморозвитку культурного континууму України // АКТУАЛЬНІ ПИТАННЯ КУЛЬТУРОЛОГІЇ: Альманах наукового товариства «Афіна» кафедри культурології та музеєзнавства.  Вип. 17. Рівне: РДГУ, 2017.  С. 61-65.
- Яковлев О. В. Сучасне соціокультурне проектування у національному часопросторі культури // Вісник НАКККіМ № 2. Київ: НАККіМ, 2018. С. 47-51.
- Яковлев О. В. Фестивальний рух як чинник інтеграції  та збереження національного культурного ландшафту // Вісник НАКККіМ № 4. Київ: НАККіМ, 2018. С. 47-51.
- Яковлев О. В. Цифрові виміри транформації музичної культури кінця ХХ — початку ХХІ століття // Вісник НАКККіМ № 1. Київ: НАККіМ, 2019. С. 272—277.
- Яковлев О. В. Теорія та практика соціокультурного проектування в мистецтві: підручник [для студ. і асп. вищ. навч. закл.].  Київ: НАКККіМ, 2018.  200 с.
- Yakovlev, O., & Levko, V. (2020). Academization Forms of Popular Music. Journal of History Culture and Art Research, 9(3), 139—146. doi:http://dx.doi.org/10.7596/taksad.v9i3.270